# The White Rosette
The White Rosette er en amerikansk stumfilm fra 1916 af Donald MacDonald.

## Medvirkende
- Eugenie Forde som Lady Elfrieda / Frieda Carewe
- Helene Rosson som Lady Maud / Joan Long
- William Stowell som Lord Kerrigan / Van Kerr
- Forrest Taylor som Sir Errol / Thomas Eric
- Harry von Meter som Baron Edward / Pierpont Carewe